# Саша Локнер
Александар Саша Локнер (Београд, 6. јун 1964) српски је клавијатуриста, музички аранжер, аутор сценске и инструменталне музике и члан групе Бајага и инструктори.

## Биографија
Рођен је 6. јуна 1964. године у Београду. Похађао је музичку школу "Коста Манојловић" у Земуну, одсек за клавир, као и Земунску гимназију, а након тога Електротехнички факултет у Београду. Његов старији брат је угледни српски новинар и публициста Бранимир Бане Локнер. Иначе, Локнери су стара земунска породица.
Музиком се бави од тринаесте године, а први бенд у којем је свирао био је Стратосфера. Други бенд под називом Потоп изводио је џез рок и имао активне наступе, који су били веома посећени нарочито у Београду. У време док је био члан Потопа, сарађивао је и са басистом Батом Божанићем на новоталасном бенду Модели. Пошто је у то време деловао бенд истог времена у Дубровнику, Локнер и Божанић мењају име бенда у Стрип.
Почетком осамдесетих година Локнер успоставља сарадњу са Ненадом Милосављевићем и постаје члан музичке групе Галија. Локнер се појавио на трећем албуму Галије, под називом Ипак верујем у себе, као и на наредном Без наглих скокова из 1984. године. На једном од концерата Галије добио је понуду да се придружи бенду Бајага и инструктори, што је и реализовано, а његов рад у бенду почиње од маја 1985. године.
Поред рада у бенду Бајага и инструктори, свирао је, радио аранжмане и продукцију на више од 200 албума музичара из бивше СФРЈ и Србије. Деведесетих година имао је турнеје по Немачкој заједно са гитаристом Златком Манојловићем. Са Лазом Ристовским снимио је албум Наос (1994), а 2004. године објавио је и соло албум под називом Европа електро експрес за ПГП РТС.